# Donna Summer
Donna Summer, vlastním jménem LaDonna Adrian Gaines (31. prosince 1948, Boston, Massachusetts, USA – 17. května 2012, Englewood, Florida, USA) byla americká zpěvačka a symbol disco éry. Její přezdívka mimo jiné byla „Královna disco hudby“. Mezi její největší hity patří I Feel Love 1977, Love to Love You Baby 1975, Hot Stuff 1979, Bad Girls 1979 a new wave/post-discové She Works Hard for the Money 1983. Na jejích webových stránkách je uvedeno, že se jí podařilo prodat celosvětově více než 130 milionů nahrávek. To ji posouvá do seznamu nejvýdělečnějších umělců světa.
Narodila se v dorchesterském předměstí Bostonu jako jedno ze sedmi dětí v křesťanské rodině.
Dne 17. května 2012 prohrála dlouhý boj s rakovinou.
V roce 2013 byla posmrtně uvedena do Rock and Roll Hall of Fame.

## Diskografie

### Alba
- 1974 Lady of the Night
- 1975 Love to Love You Baby
- 1976 A Love Trilogy
- 1976 Four Seasons of Love
- 1977 I Remember Yesterday
- 1977 Once Upon a Time
- 1978 Live and More
- 1979 Bad Girls
- 1979 On the Radio: Greatest Hits Volumes 1 & 2
- 1980 The Wanderer
- 1981 I'm a Rainbow
- 1982 Donna Summer
- 1983 She Works Hard For The Money
- 1984 Cats Without Claws
- 1987 All Systems Go
- 1989 Another Place and Time
- 1991 Mistaken Identity
- 1994 Endless Summer: Donna Summer's Greatest Hits
- 1994 Christmas Spirit
- 1999 Live & More Encore
- 2003 The Journey - The Very Best of Donna Summer
- 2005 Gold
- 2008 Crayons

### Singly
| - 1974 The Hostage - 1974 Lady of the Night - 1975 Love to Love You Baby - 1976 Could It Be Magic - 1976 Try Me, I Know We Can Make It - 1976 Spring Affair - 1976 Winter Melody - 1977 Can't We Just Sit Down (And Talk It Over) - 1977 I Feel Love - 1977 I Remember Yesterday - 1977 Love's Unkind - 1977 I Love You - 1977 Once Upon a Time - 1977 Rumour Has It - 1978 MacArthur Park - 1979 Heaven Knows - 1979 Hot Stuff - 1979 Bad Girls - 1979 Dim All The Lights - 1979 No More Tears (Enough Is Enough) - 1980 On the Radio - 1980 Sunset People - 1980 Our Love - 1980 The Wanderer - 1981 Cold Love - 1981 Who Do You Think You're Foolin' - 1982 Love Is in Control (Finger on the Trigger) |  | - 1982 State of Independence - 1983 The Woman in Me - 1983 Protection - 1983 She Works Hard for the Money - 1983 Unconditional Love - 1984 Stop, Look and Listen - 1984 Love Has a Mind of Its Own - 1984 There Goes My Baby - 1984 Supernatural Love - 1985 Eyes - 1987 Dinner with Gershwin - 1987 Only the Fool Survives - 1988 All Systems Go - 1989 This Time I Know It's For Real - 1989 I Don't Wanna Get Hurt - 1989 Love's About to Change My Heart - 1989 When Love Takes Over You - 1991 When Love Cries - 1991 Work That Magic - 1994 Melody of Love (Wanna Be Loved) - 1994 Any Way At All - 1999 I Will Go with You (Con te partirò) - 1999 Love Is the Healer - 2008 I'm a Fire - 2008 Stamp Your Feet - 2008 Fame (The Game) - 2010 To Paris with Love - 2012 I Feel Love (Download) |